# Mellonta Tauta
„Mellonta Tauta” (în engleză Mellonta Tauta) este o povestire fantastică satirică și de anticipație științifică a scriitorului american Edgar Allan Poe, care a fost publicată pentru prima dată în februarie 1849 în revista Godey's Lady's Book. Povestirea este formată din mai multe scrisori scrise de plictiseală unei prietene de către o femeie ce călătorea cu balonul într-un viitor îndepărtat (mai precis în aprilie 2848, adică 1000 de ani de la data scrierii acestei povestiri), prilej cu care sunt făcute mai multe remarci satirice la adresa moravurilor sociale din prezent.

## Rezumat
Povestirea începe cu o notă trimisă de Edgar Allan Poe redacției Godey's Lady's Book în care afirmă că materialul trimis pentru publicare este traducerea realizată de prietenul său, Martin Van Buren Mavis (poreclit „proorocul atoatevăzător”), a unui mesaj ciudat pe care el îl găsise cu un an în urmă închis într-o sticlă ce plutea pe Mare Tenebrarum.
În aprilie 2848, pentru a-și învinge plictiseala pe parcursul unei călătorii de plăcere de cel puțin o lună cu balonul „Skylark” (în română Ciocârlia), o femeie pe nume Pundita îi scrie zilnic câte o scrisoare unei prietene apropiate. Ea călătorește alături de un bărbat pe nume Pundit, care este pasionat de trecutul omenirii. Scrisorile conțin mai multe comparații între știința, filozofia și obiceiurile timpului ei și cele de acum o mie de ani (adică din epoca în care a trăit Poe), toate îmbogățite cu considerațiile sale personale. 
Pundita face remarci greșite și ridicole cu privire la istoria omenirii, pocește numele unor personaje istorice (Aries Tottle în loc de Aristotel, Neuclid în loc de Euclid, Cant în loc de Kant, Horse în loc de Morse, Furrier în loc de Fourier), interpretează batjocoritor unele obiceiuri vestimentare din trecut și cunoștințele tehnico-științifice primitive din epoca Revoluției industriale, satirizând gândirea îngustă a celor care credeau că nu este posibil să călătorești pe calea aerului. Mărturiile arheologice descoperite în prezent pe locul unde se afla odată orașul New York (ce fusese distrus complet de un cutremur devastator în 2050) atestau faptul că acolo locuise cu o mie de ani în urmă un trib de băștinași sălbatici, probabil canibali, ce se luptau între ei pentru a se mânca unii pe alții. 
În același timp este evidențiată evoluția distorsionată neliniștitoare a ideilor politice și a valorilor culturale ale omenirii. Societatea viitorului a abandonat principiile democratice și practica votului universal, pe motiv că stăteau la baza unor manevre politice frauduloase, iar republica fusese înlocuită de o monarhie despotică condusă de un împărat, care-și stabilise reședința în parcul Paradis de pe insula Manhattan. Războaiele și epidemiile de ciumă sunt considerate binefaceri pentru că pieirea unui număr mare de oameni aduce mari avantaje maselor de supraviețuitori.
Balonul își urmează călătoria până la 8 aprilie 2848, când se dezumflă și cade în mare, forțând-o pe Pundita să introducă ultima sa scrisoare într-o sticlă pe care a aruncat-o în ocean.

## Titlu
Titlul povestirii este format din cuvintele grecești μέλλοντα (viitor) și ταύτα (aceste lucruri) și înseamnă, în traducere literară, „aceste lucruri în perspectivă”.:p. 5 Expresia Μέλλοντα Ταύτα apăruse anterior ca epigraf al povestirii The Colloquy of Monos and Una (1841) a aceluiași autor și provine din tragedia Antigona (442 î.e.n.) a lui Sofocle,:p. 5 fiind un răspuns al corifeului la afirmația regelui Creon că ultima zi a vieții sale va fi cea mai fericită, răspuns tradus de George Fotino ca „Aceasta fi-va când va fi”.

## Istoricul publicării
Povestirea a fost publicată pentru prima dată în ediția din februarie 1849 a revistei lunare Godey's Lady's Book. Textul este mai puțin cunoscut, fiind absent din cele mai multe ediții americane, precum și din prestigioasa traducere franceză a lui Charles Baudelaire.:p. 5
Prima traducere în limba română a fost realizată de scriitorul și criticul literar Ion Hobana și publicată sub pseudonimul Horia Banu:p. 263 în Colecția „Povestiri științifico-fantastice” (nr. 250, anul XI, 15 aprilie 1965),:p. 264 periodic de literatură pentru tineret editat de revista „Știință și Tehnică”. Povestirea a fost tradusă apoi de Petre Solomon (publicată în volumul Mellonta Tauta, tipărit în 1968 de Editura Tineretului din București, Colecția SF, pp. 170-190), de Florența Drăghicescu (publicată în volumul Scurtă discuție cu o mumie, editat în 2005 de Editura Minerva din București) și de Liviu Cotrău (publicată în volumul Misterul lui Marie Rogêt și alte povestiri, editat în 2005 de Editura Polirom din Iași, reeditată în vol. Misterul lui Marie Rogêt. Schițe, nuvele, povestiri. 1843-1849 (2008) și Cărăușul de aur și alte povestiri (2011) ale aceleiași edituri).

## Semnificație literară
„Mellonta Tauta” este o povestire științifică în care Edgar Allan Poe anticipează mai multe isprăvi tehnico-științifice ale unui viitor îndepărtat: baloane perfecționate ce zboară cu 250 de kilometri pe oră, folosind un gaz nou deosebit de eficient; trenuri transcontinentale care circulă cu viteza de cel puțin 450 de kilometri pe oră; vapoare cu propulsie magnetică; fire telegrafice intercontinentale plutitoare, lunete performante cu care pot fi văzuți seleniții (locuitorii Lunii) împodobindu-și templele etc.:pp. 5-6
În această povestire poate fi întâlnită ideea ingenioasă a navigației aeriene dirijate a aparatelor de zbor, ce fusese analizată anterior de Poe în „Farsa cu balonul” (1844):p. 4 și care este formulată astfel: „(...) e posibil să traversezi atmosfera în orice direcție, urcând sau coborând până ce dai de un curent favorabil (...)”.:p. 9
„Mellonta Tauta” a fost percepută, de asemenea, ca o concesie făcută de autor gustului cititorilor pentru întâmplări senzaționale și pentru „bizarerii”. Unii comentatori au evidențiat latura satirică a povestirii, remarcând asemănarea dintre incultura, neomenia și concepțiile ciudate despre democrație ale urmașilor noștri din viitor și moravurile rele și gândirea obtuză ale oamenilor din prezentul lui Poe. Satira vizează în principal democrația, dar se extinde și asupra unor practici existente la momentul publicării: frenologia, feminismul, fourierismul, filozofia utilitaristă a lui Mill, transcendentalismul, gustul pentru antichități etc. Autorul a dorit să-și expună atitudinea sa negativă față de anumite aspecte ale relației dintre progresul tehnico-științific și concepțiile social-politice ale vremii sale.:p. 6